# Drapeau de la Castille-La Manche

Drapeau de la Castille-La Manche

Le drapeau de la Castille-La Manche est le drapeau de la communauté autonome d'Espagne de Castille-La Manche. Adopté le 10 août 1986, il se compose de deux bandes verticales, l'une rouge et l'autre blanche. La bande rouge, située à gauche, porte un château jaune, c'est-à-dire les armoiries de l'ancien royaume de Castille.